# My, dzieci z dworca Zoo (książka)
My, dzieci z dworca Zoo (niem. Wir Kinder vom Bahnhof Zoo) wyd. niem. 1978, wydania polskie 1984 (w odcinkach w tygodniku „Gazeta Młodych”), 1987, 1990, 1997 – książka dokumentalna, będąca tekstem spisanym z zapisu magnetofonowego z rozmów z Christiane F. (właśc. Christiane Vera Felscherinow, ur. 1962), młodą narkomanką z Berlina Zachodniego. Autorami tekstu są Kai Hermann i Horst Rieck, dziennikarze niemieckiego „Sterna”. Zawiera również dokumentalne fotografie w tym portrety znajomych Christiane. Rozmowy z Christiane trwały około dwóch miesięcy.
Opisywane wydarzenia miały miejsce w latach 1975–1977, podczas narastającej fali narkomanii wśród młodzieży w wieku ok. 13 lat w Berlinie Zachodnim, natomiast tytułowy Dworzec Zoo to miejsce, gdzie Christiane i wiele osób z jej otoczenia czekało na „klientów”. Prostytucja była dla tych młodych ludzi podstawowym sposobem zdobywania środków na codzienną dawkę narkotyku. Dworzec stanowił też miejsce spotkań i wymiany działek heroiny.
Opowieść dziewczyny przeplatają relacje jej matki, a także kierownika klubu spotkań dla młodzieży Haus der Mitte, policjantki z wydziału antynarkotykowego oraz pracowników socjalnych zajmujących się sprawami narkomanii wśród młodocianych.
Christiane miała 12 lat, gdy zaczęła palić haszysz, opowiada też o próbie z LSD. Niedługi czas potem w otoczeniu popularnej dyskoteki Sound miała pierwszy kontakt z heroiną. Relacja Christiane pokazuje, do jakich poświęceń i czynów (prostytucja i kradzieże) zdolni są ludzie uzależnieni fizycznie od narkotyku, aby zdobyć pieniądze na kolejną „działkę”. Christiane wielokrotnie przechodziła odwyk i wracała do nałogu, nie widząc dróg wyjścia ze świata narkomanów, w którym przywykła żyć. Ostatecznie została przez matkę wywieziona z Berlina do rodziny w okolicach Hamburga.

## Film
Na podstawie książki w 1981 nakręcono w Niemczech film fabularny pt. My, dzieci z dworca Zoo w reżyserii Uli Edela. W 2021 roku miał premierę ośmioodcinkowy serial o tym samym tytule, wyprodukowany przez Constantin Television, Amazon Studios i Wilma Film.

## Spektakl
W 2017 roku na podstawie książki w krakowskim Teatrze BARAKAH powstał spektakl pt. „Dzieci z dworca ZOO” w reżyserii Sebastiana Oberca.